# ウラジーミル・プロニチェフ

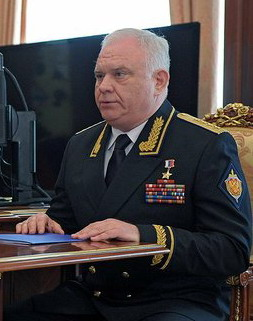
ウラジーミル・プロニチェフ

ウラジーミル・プロニチェフ（Владимир Проничев；1953年3月1日 - ）は、ロシア連邦の軍人（国境警備隊員）、チェキスト。ロシア連邦保安庁（FSB）第一次官国境部長（ロシア国境軍総司令官）。上級大将。ロシア連邦英雄。

## 経歴
1974年、ソ連閣僚会議附属国家保安委員会（KGB）附属アルマ・アタ高等国境指揮学校を卒業。1974年から、ザカフカーズ、東部及び北西国境管区で勤務し、前哨長から国境管区副司令官までを歴任。1981年、M.V.フルンゼ名称軍事アカデミーを卒業。1986年から1989年まで、アフガニスタンで特殊任務を遂行する。
1994年から1996年まで、FSBカレリア共和国局長。1996年から1998年まで、FSBの中央機構で勤務。1998年から1999年まで、FSB次官/テロ対策部長。1999年から2003年まで、FSB第一次官。2002年10月のモスクワ劇場占拠事件時、FSBの作戦本部を指揮。ベスラン学校占拠事件時にも、作戦本部のメンバーとなる。
2003年7月1日から、FSB第一次官/国境部長。2005年5月、上級大将に昇進。

## パーソナル
ウクライナのザポリージャ州メリトポリ市出身。
「ソ連国境警備における優秀さに対する」メダル、赤星勲章、三等「ソ連軍における祖国への奉仕に対する」勲章、赤旗勲章、四等「祖国に対する貢献に対する」勲章を受章。ロシア連邦英雄、「ロシア連邦功労国家保安職員」の名誉称号を有する。
国営社会団体「全露体育・スポーツ協会「ディナモ」」総裁。